# Reu
Reu este fiul lui Peleg și tatăl lui Serug. El este unul dintre primii patriarhi care au succedat "marea inundație" (potopul). 